# Kościół Miłosierdzia Bożego w Szczecinie
Kościół Miłosierdzia Bożego – rzymskokatolicki kościół znajdujący się w Szczecinie na osiedlu Książąt Pomorskich

## Historia
Parafię pw. Miłosierdzia Bożego w Szczecinie erygował ks bp. Kazimierz Majdański dekretem z 18 czerwca 1985, lecz już od 4 maja 1981 trwała budowa kościoła. Kamień węgielny pochodzący z bazyliki św. Piotra w Rzymie poświęcił 18 maja 1983 papież Jan Paweł II na Jasnej Górze podczas drugiej pielgrzymki do Ojczyzny. Razem z aktem erekcyjnym został on wmurowany przez ks. bpa Kazimierza Majdańskiego 14 września 1986. Kościół został poświęcony w trakcie budowy w Białą Niedzielę – Miłosierdzia Bożego 2 lutego 1989. Nowy metropolita, ks. arcybiskup Marian Przykucki uwzględniając rosnący kult Miłosierdzia Bożego w Archidiecezji Szczecińsko-Kamieńskiej, a także kult oddawany w kaplicy przy budującym się kościele, po intronizacji 11 grudnia 1983 Obrazu Miłosierdzia Bożego, ustanowił dekretem z 18 kwietnia 1993 przy parafii pod tym samym wezwaniem – Sanktuarium Miłosierdzia Bożego.

## Wygląd zewnętrzny kościoła
Projekt głównej bryły świątyni powstał na podstawie koncepcji kościoła pw. Zmartwychwstania Pańskiego. Stąd jego niestandardowy wygląd odpowiadający ideowemu założeniu rozwierającego się grobowca, pękającego pod naporem sił wewnętrznych, symbolizujących akt Zmartwychwstania. Zespół autorski w składzie: dr inż. arch. Adam Szymski jako główny projektant i mgr inż. Mirosław Hamberg, osiągnęli ten efekt budując korpus nawy głównej (o kubaturze 20680 m³) z siedmiu podstawowych elementów – płyt żelbetowych zbiegających się od dołu ku górze, tworzących ściany budowli i spiętych dwoma płytami płaskiego dachu, na którym umieszczono świetliki. Całość kompozycji zamyka od zachodu ósma płyta wieża, tworząca jednocześnie obejmę ołtarza głównego zwieńczona zespołem trzech dzwonów oraz widocznym z daleka krzyżem o wysokości 8,8 m.

## Dzwony
Na kościelnej wieży wiszą trzy dzwony.
|              | Imię                       | Waga (kg) | Ton uderzeniowy | Średnica | Rok odlania | Odlewnia                           |
| ------------ | -------------------------- | --------- | --------------- | -------- | ----------- | ---------------------------------- |
| Mały dzwon   | Św. Faustyna               | ~350 kg   | h′              | ~83 cm   | 2001        | Ludwisarnia Felczyńskich, Taciszów |
| Średni dzwon | Matka Kościoła i św. Otton | ~580 kg   | gis′            | ~100 cm  | 2001        | Ludwisarnia Felczyńskich, Taciszów |
| Duży dzwon   | Miłosierdzie Boże          | ~1200 kg  | e′              | ~125 cm  | 2001        | Ludwisarnia Felczyńskich, Taciszów |

## Wnętrze kościoła
Wnętrze kościoła pokryto tynkiem nadając mu białą kolorystykę rozświetlającą wnętrze. Celowo nie zawieszono żyrandoli, by stworzyć ogromną pustą przestrzeń – wnętrza Grobu Pańskiego. Przestrzeń podzielono na nawę główną o powierzchni 1147 m², empory oraz dwa chóry. Powierzchnię kościoła przewidziano dla około 2000 osób mogących brać udział w dużych uroczystościach. Na poziomie nawy głównej zlokalizowano troje drzwi wejściowych o łącznej szerokości 9 m. W prezbiterium wybudowano z zielonego marmuru: ołtarz, lektorium i ambonę. W kościele znajdują się również płaskorzeźby: z lewej strony prezbiterium Ostatnia wieczerza (postacie naturalnej wielkości), z prawej Zesłanie Ducha Świętego, a pod nim ołtarz z obrazem Matki Boskiej Częstochowskiej. W centralnej części prezbiterium znajduje się ołtarz główny z figurą Chrystusa Zmartwychwstałego. Na balustradzie empory umieszczona jest droga krzyżowa z figurami ponad metrowej wielkości.

## Kaplica kościelna – Sanktuarium Miłosierdzia Bożego
Kaplica o powierzchni 225 m² przewidziana została dla 300 osób, posiada dwa wejścia: jedno z wnętrza kościoła i drugie zewnętrzne. Doświetlana jest z góry za pomocą ośmiokątnego świetlika o stożkowatym kształcie. W oknach świetlika znajdują się witraże z tematyką ośmiu błogosławieństw z kazania Jezusa na Górze Błogosławieństw. Za ołtarzem i amboną znajduje się kopia obrazu Jezusa Miłosiernego Eugeniusza Kazimirowskiego wykonanego według wizji św. Faustyny. W łączniku scalającym kaplicę z nawą kościoła umieszczono relikwie i obraz św. Faustyny Kowalskiej.

## Informacje o parametrach kościoła
- Całkowita wysokość kościoła wynosi 37,5 m
- Wysokość kaplicy wynosi 13 m
- Kubatura nawy głównej wynosi 20680 m³
- Największa długość i szerokość nawy głównej mierzy 37 m
- Największa wysokość nawy głównej, od wyłożonej marmurem posadzki – 16 m
- Nawa główna ma powierzchnię całkowitą 1147 m², a kaplica 225 m²

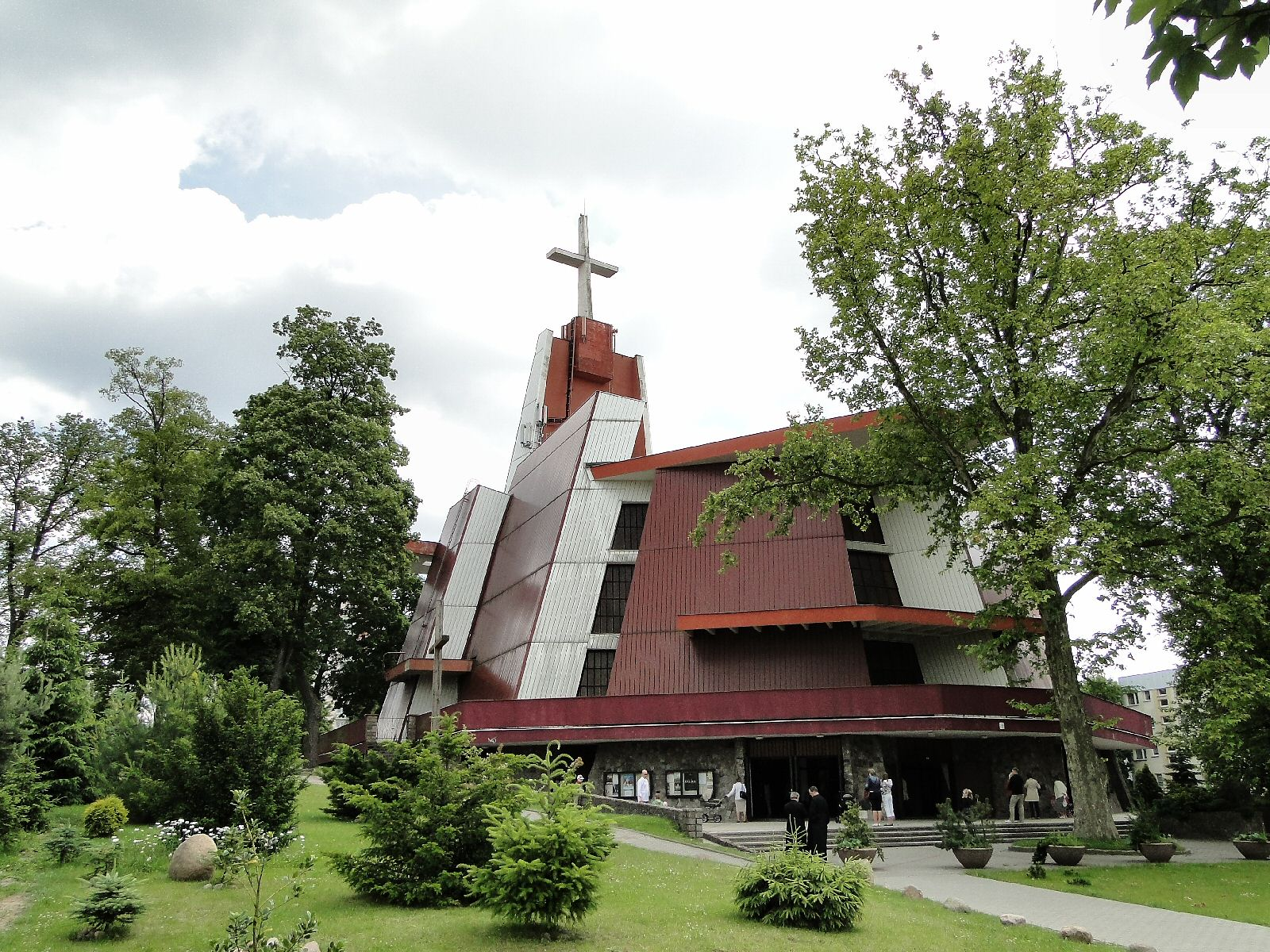
Elewacja północno-zachodnia
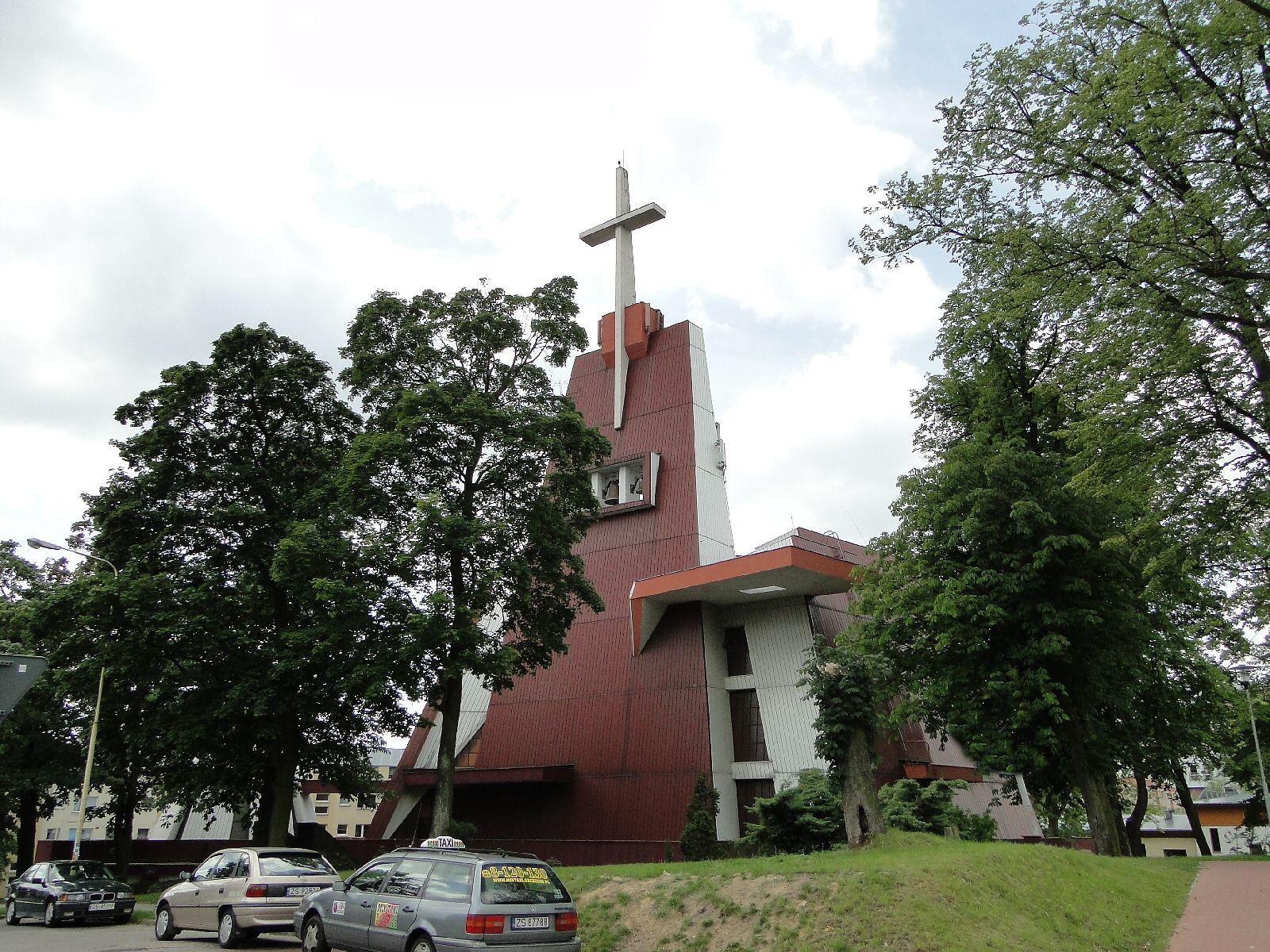
Elewacja wschodnia
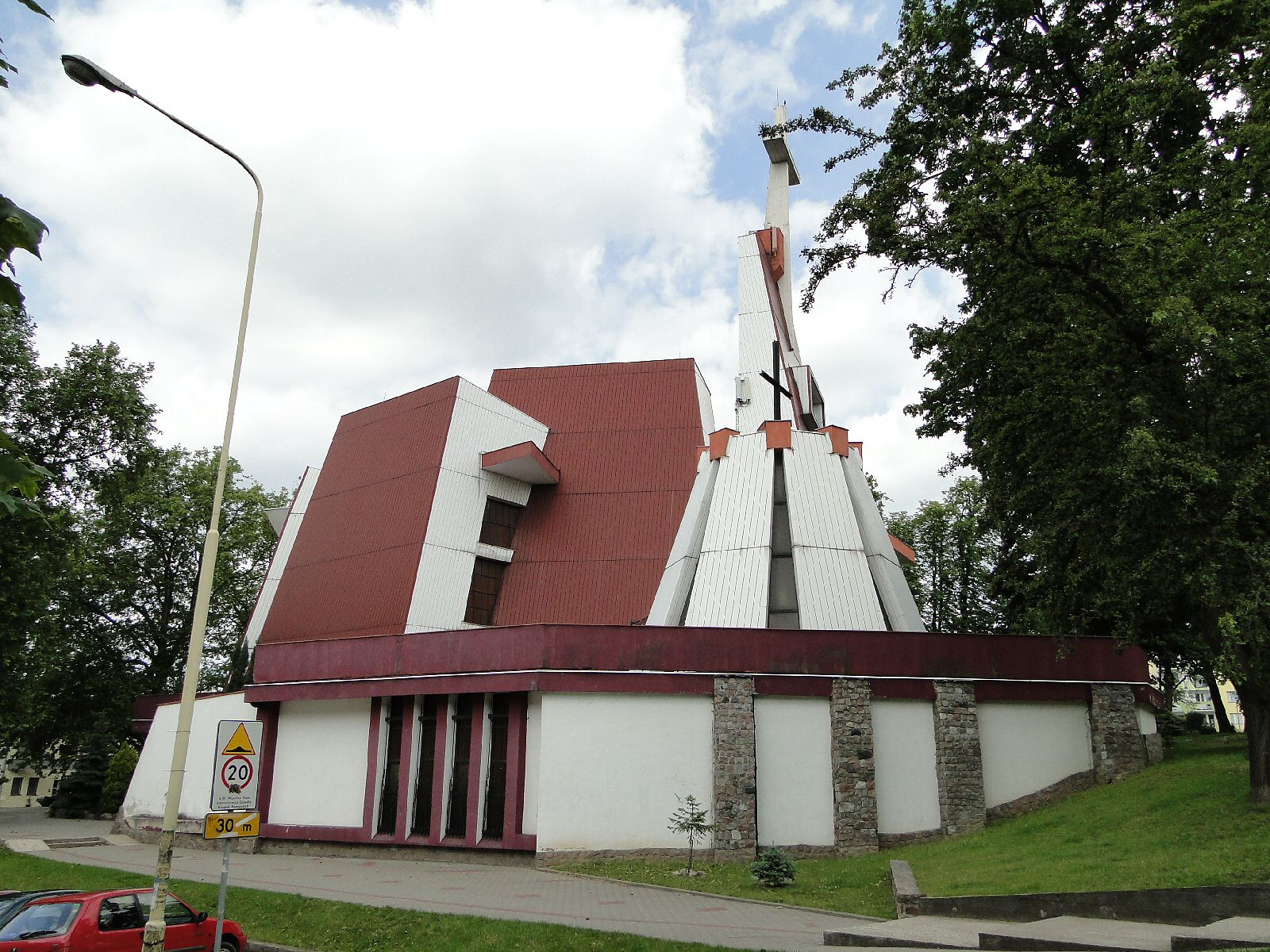
Elewacja południowa
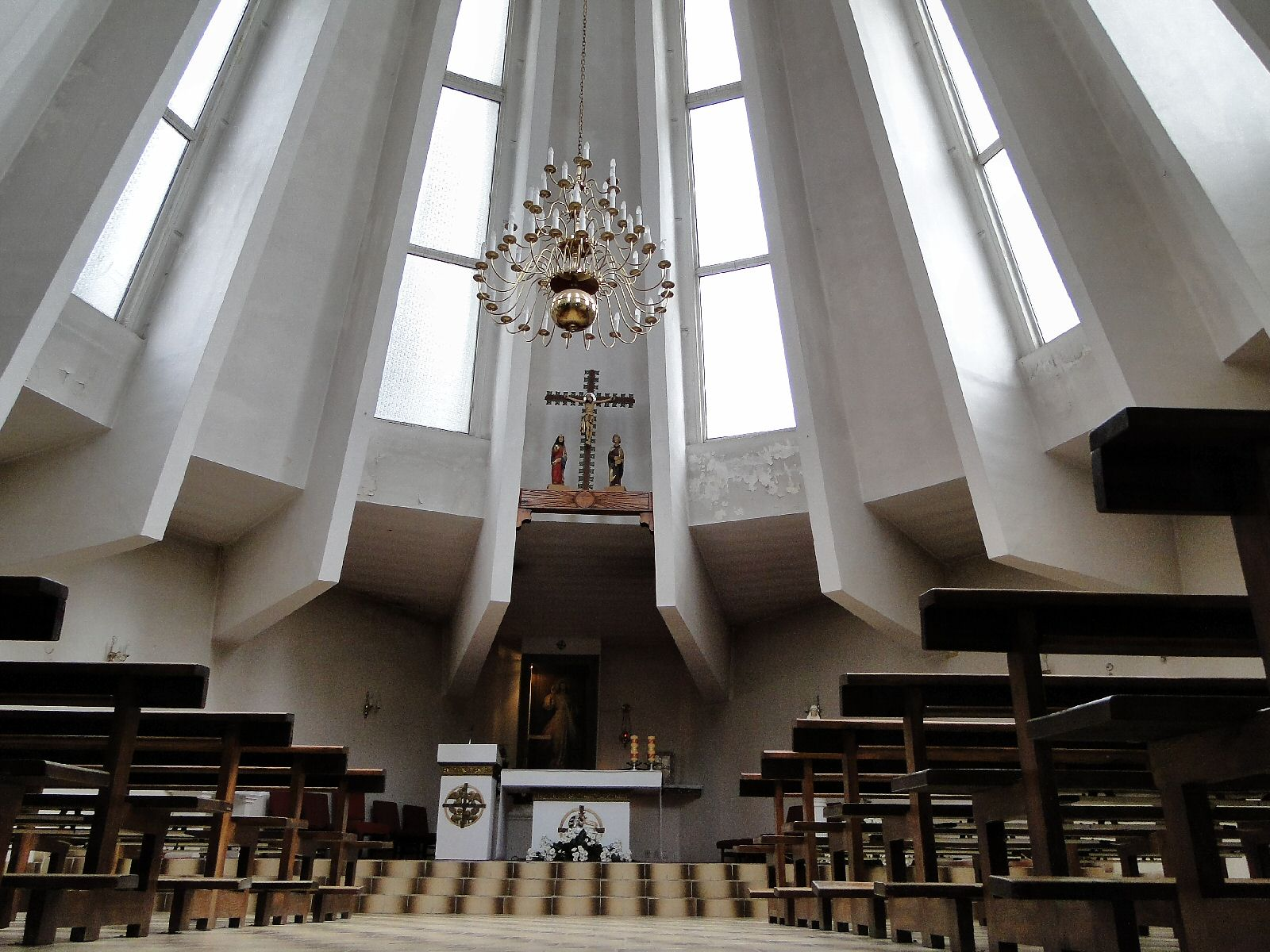
Wnętrze kaplicy
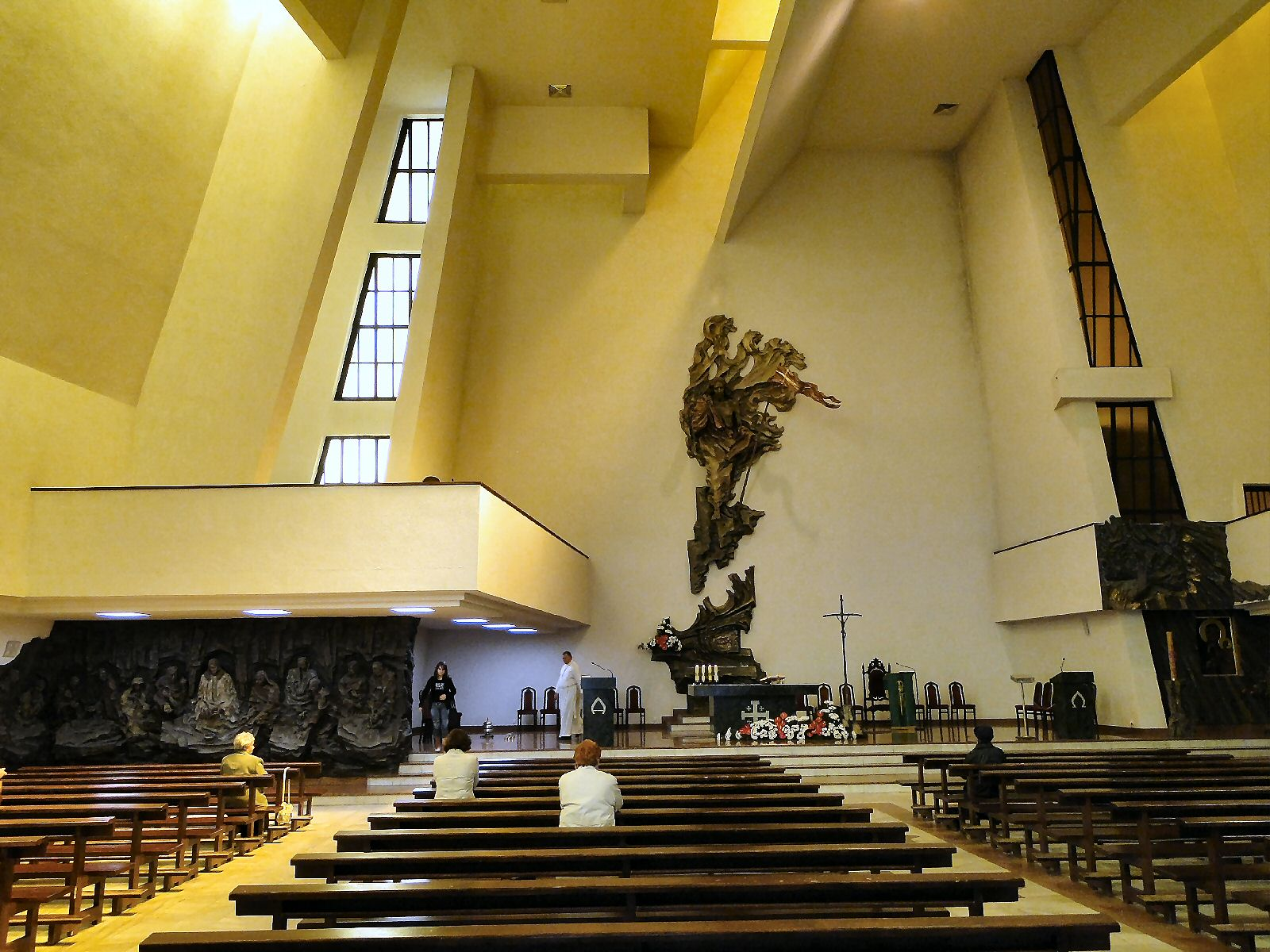
Wnętrze kościoła
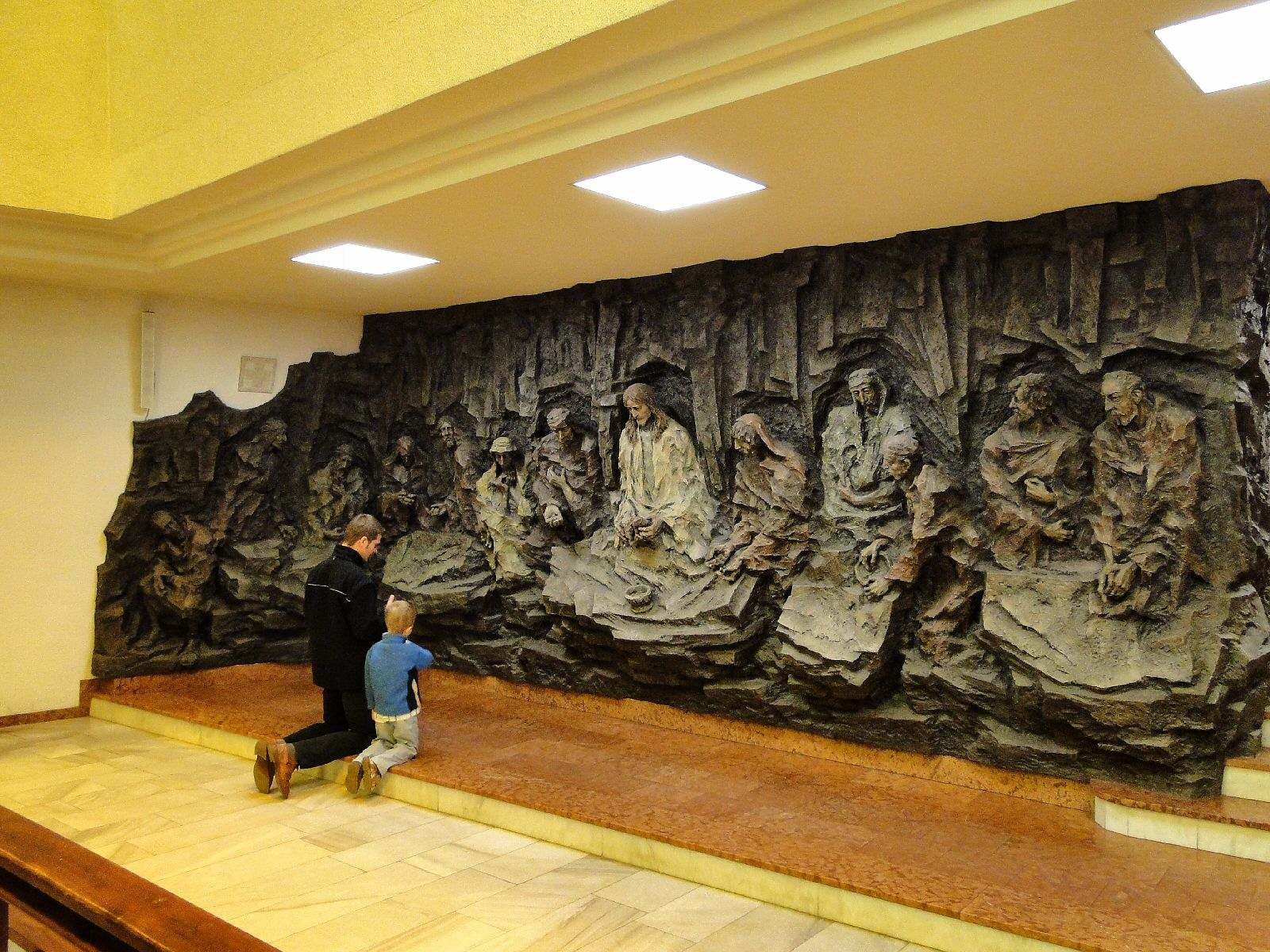
Płaskorzeźba „Ostatnia Wieczerza”